# Constance (évêque d’Uzès)
Pour les articles homonymes, voir Constance.
Constance ou Constantin, 1er évêque d’Uzès, épiscopat de 419 à 462.

## Chronologie
| 419. | Il reçoit une lettre du pape Boniface Ier.                                                                |
| 440. | Il est chargé, par saint Hilaire d'Arles, de porter au pape saint Léon Ier divers mémoires justificatifs. |
| 450. | Il reçoit une lettre de saint Léon Ier.                                                                   |
| 454. | Il assiste au deuxième concile d'Arles.                                                                   |
| 461. | Il assiste au troisième concile d'Arles.                                                                  |
| 462. | Il est qualifié du titre de primat dans une lettre du pape Hilaire, à la suite du concile de Rome.        |